# Art Attack
Art Attack es un programa británico de televisión infantil sobre manualidades. Es uno de los programas de televisión más largos de ITV, desde 1990 , 2024 hasta ahora se transmite, que fue cancelado. En su versión original, todos los programas fueron conducidos por Neil Buchanan.
En España se televisó a través de Disney Channel desde 1998 hasta 2004 presentado por Jordi Cruz. Entre 1999 y 2003 el programa alcanzó un pico de popularidad debido a su emisión en Telecinco. A partir de 2004 se pasa a emitir en Antena 3 dentro del programa contenedor infantil Megatrix, emisiones que se extenderían hasta 2011.
En Latinoamérica fue dirigida, en primer lugar, por Neil Buchanan bajo el nombre de "ArteManía". Después de que Disney hiciera su versión, el programa fue presentado por el mexicano Rui Torres en la misma región. Se transmitió en Latinoamérica con un doblaje en español neutro después de haber finalizado las temporadas conducidas por Rui Torres. Posteriormente, en 2008 se transmitieron los episodios originales de Neil Buchanan doblados al español latinoamericano.[cita requerida]
A partir del 2012 el programa se retoma en España y es presentado por Guillermo Martínez. En la versión hispanoamericana, fue dirigido por Emiliano Pandero, y luego por Germán Otero. En la versión inglesa fue dirigido por Jassa Alhuwalia, luego por Lloyd Warbey.

## Historia
El programa fue originalmente una producción de TVS, ideado por dos empleados, Neil Buchanan y Tim Edmunds. Buchanan y Edmunds se conocieron en TVS en 1982, y trabajaron juntos en No. 73 y Do it!. Hicieron el piloto de Art Attack en una alberca en Gillingham en 1988, y la serie comenzó al año siguiente.
Cuando TVS perdió los derechos del programa, ya que este fue vendido, paso a manos del canal ITV. En 1998, la serie comenzó a transmitirse en el canal de Disney. ITV anuncia la cancelación de la serie en julio de 2007.
En 2010, Disney anunció una nueva versión de la serie se emite en Disney Channel España y en el Reino Unido. La primera serie de la nueva versión fue presentada por Jassa Ahluwalia, el cual estuvo en las primeras dos temporadas. A partir de la tercera temporada, fue conducido por Lloyd Warbey.

## Emisión mundial
El programa inicialmente se emitió en Discovery Kids desde 1996 hasta el 2002, el cual era presentado únicamente por Neil Buchanan. Luego, cuando el canal cambió su programación de manera radical, el programa dejó de emitirse por este canal. Durante su emisión por este canal, el programa fue llamado Artemanía.
El contenido del programa transmitido en Discovery Kids era diferente al de Disney Channel, tal es el caso de «La cabeza» (luego cambiado a «El cabezón» en Disney Channel) el cual inicialmente era un actor con la cara pintada y con una corona de olivos. Luego pasó a ser un títere de una cabeza grande que simulaba una figura grecorromana y posteriormente su tamaño cambió a uno más pequeño (similar al de Disney Channel). Después hubo otras cabezas más las cuales eran diferentes, y cada cabeza aparecía en un lugar diferente o en distinta posición; también el conductor Neil Buchanan cambiaba de vestimenta en cada temporada (lo mismo que «La cabeza» que cambiaba cada temporada); y en la parte final del programa aparecían niños dando testimonios de sus «artemanías», la cual al final Neil Buchanan hacía lo mismo. Las voces de «La cabeza» eran diferentes a las de «El cabezón».

## Emisión en España

#### Etapa en Telecinco[5]
- 1ª Temporada: del 25/09/1999 al 31/12/1999.Sábados y domingos a las 12:00h a continuación de Club Disney y antes de Walker.
- 2ª Temporada: del 16/07/2001 al 07/09/2001. De lunes a viernes a las 11:00h después de la emisión de Pokémon.
- 3ª Temporada: del 23/02/2002 al 14/07/2002. Sábados y domingos a las 12:00h.
- Reposición primeras temporadas: del 15/07/2002 al 06/09/2002. De lunes a viernes a las 11:30h.
- 4ª Temporada: del 15/02/2003 al 02/08/2003. Sábados y domingos a las 12:00h a continuación de Zon@ Disney.

## Personajes

### The Head
The Head (El cabezón en Español) era un títere con aspecto de un antiguo busto griego de piedra, que humorísticamente resume los pasos necesarios para producir una obra de arte. Después de hacer esto, por lo general, muestra su última creación artística que, la mayoría de las veces, sale mal y suele estallar en lágrimas.
Sin embargo, en una ocasión, al hacerlo accidentalmente parte de las instrucciones de forma incorrecta, se crea un efecto similar a la deseada y está orgulloso de su trabajo.
En la primera temporada, «El cabezón» fue interpretado por Jim Sweeney, en la segunda, por Andrew O'Connor; y en la tercera, cuarto y quinto fue rediseñado como un títere, controlado por Francis Wright, Y sexto y séptimo expresado y operado por el productor Tim Edmunds. «El cabezón» no apareció en las temporadas 12 y 13 ni entre las temporadas 18 y 20.

#### Actores de doblaje
- Inglés, original - Francis Wright.
- Español (Latinoamérica)- Ferrán Audí.
- Francés - Tony Beck, Ferrán Audí.
- Italiano - Luigi Chappini, Andrea Piovan, Teo Bellia.
- Alemán - Steffan Boje.
- Portugués - Gonçalo Diniz.

### Vicente Van Coco
En el programa relanzado, El cabezón fue reemplazado por una palmera hablante llamada Vicente van Coco, con la voz de Tim Hibber. Su nombre, Vicente van Coco es una parodia del famoso pintor neerlandés Vincent van Gogh.

### Manitas
Una sección popular del programa incluía a Neil Buchanan saliendo a las calles y realizando obras de arte gigantes hechas con materiales que encontraba en su entorno. Este personaje fue reciclado y nombrado «Manitas» en las primeras versiones de España, y «Álex» en Latinoamérica. Mientras que para las versiones renovadas y producidas por Disney en Latinoamérica, este personaje fue interpretado por el artista y profesor argentino Alexiev Gandman, denominado como «Álex».

## Lista de presentadores
La siguiente es una línea de tiempo aproximada con los distintos presentadores de las versiones más prominentes del programa.

### Lista de presentadores por versión

#### Versión anglosajona
- Neil Buchanan (1990-2007).
- Jassa Alhuwalia (2011).
- Lloyd Warbey (2012-presente).

Nota: Neil Buchanan fungió como presentador para todo el mundo doblado a sus respectivos idiomas, hasta que cada región comenzó las grabaciones con sus presentadores.

#### Versión italiana
- Giovanni Muciaccia (1998-2005, 2011-presente).

#### Versión latinoamericana
- Rui Torres† (2000-2002).
- Emiliano Pandelo (2010-2014).
- Germán Otero (2014-presente).

Nota: En el lapso en el que no hubo presentador (2002-2010) se decidió emitir episodios presentados por Neil Buchanan doblados al español, así como de la versión española presentada por Jordi Cruz, doblado por el actor de doblaje argentino Ariel Cister para eliminar su acento español. De la misma forma, se sabe que los episodios originales de Art attack presentados por Neil Buchanan fueron emitidos en esta región desde antes de que empezaran las grabaciones de los capítulos para Latinoamérica con Rui Torres, no obstante era emitido por la televisora Discovery Networks bajo el nombre de «Arte manía».
Productor ejecutivo
- Tim Edmunds (1993-2007).

#### Versión española
- Jordi Cruz (1998-2005).
- Guillemo Martínez (2011-presente).

#### Versión portuguesa brasileña
- Daniel Warren (2000-2002).
- Luiz Daniel Biachin (2012-2015).
- Rodrigo Frampton (2015-presente).

#### Versión portuguesa europea
- Pedro Penim (2002-2005).
- Salvador Nery (2012-presente).

#### Versión alemana
- Beni Weber (1995-2007).
- Nicolas Artajo (2011-presente).

#### Versión escandinava
- Leon Jiber.

Nota: Para la versión escandinava se decidió grabar en sueco y doblar el programa al danés y al noruego.

#### Versión India
- Gaurav Juyal (2011-2014).

#### Versión Asia
- Qi Razali (2011-2014).
- Marco Borromeo (2015).

Nota: Esta versión fue doblada y emitida para todo el continente asiático del sur con excepción de India.

## Versión en español

### Antecedentes
A mediados de los noventa, la televisora Discovery compra los derechos de transmisión de algunas temporadas de la serie original presentada por Neil, mismas que son dobladas al español en Colombia y son posteriormente transmitidas en Hispanoamérica bajo el nombre de ArteManía.

### Versión deThe Media Merchants
Una vez concretado un acuerdo de formato por parte de Disney y TVS (la cadena original y propetaria en ese entonces de los derechos de transmisión del programa) para su transmisión a través de Disney Channel, se empezaron a producir dos versiones distintas por la misma productora original, The Media Merchants, y filmadas en los mismos estudios del programa original, The Maidstone Studios. La primera de las versiones, realizada para España, fue presentada de 1998 a 2004 por el español Jordi Cruz, mientras que la segunda versión realizada para Hispanoamérica, fue presentada de 2000 a 2003 por el mexicano Rui Torres.
Para mediados de los 2000, ambas producciones ya habían cesado, ante lo cual, se empezaron a transmitir los episodios previamente doblados de ArteMania, y para Hispanoamérica también se empezó a transmitir una versión doblada al español latino de la versión española del programa  para eliminar el acento español del presentador.

### Versión de Disney
En junio de 2010, se presentó la segunda versión hispana, Art attack de Disney,  produciéndose de nueva cuenta dos versiones distintas para cada región.
La primera versión realizada para Latinoamérica, fue presentada por el actor y artista plástico argentino Emiliano Pandelo y los segmentos de arte gigante fueron realizados por el artista argentino Alexiev Gandman. La segunda versión realizada para España fue presentada por el español Guillermo Martínez. 
A partir de esta temporada debido tanto a que TVS pierde los derechos para ser adquiridos por ITV en un acuerdo con Disney, como a la disolución de The Media Merchants, la producción de las versiones iberoamericanas pasó a manos de la productora Non Stop Digital S.A.. La versión latina se filmó en los estudios de Non Stop en Buenos Aires, Argentina, mientras que la versión española se filmó en los estudios de Non Stop en Madrid, España. En 2014, la versión hispanoamericana sufrió un último cambio de presentador, siendo entonces presentada por el mexicano German Otero, a la par que la serie fue cambiada ahora a la parrilla de programación del canal Disney Junior Latinoamérica con el mismo actor. De la misma forma, la producción del programa se movió de Buenos Aires a los estudios de Non Stop ubicados en el complejo de Estudios Churubusco, en la Ciudad de México, México.